# Francesco Di Castri
Francesco di Castri (Noale, 4 agosto 1930 – Montpellier, 27 agosto 2005) è stato un ecologo italiano.

## Biografia
Discendente da antica famiglia pugliese fu professore universitario e autore di numerosi libri di argomento ecologico, ricoprì importanti cariche scientifiche, fu membro di accademie e ricevette premi ed onorificenze internazionali. In particolare è stato membro in Italia dell'Accademia Nazionale delle Scienze detta dei XL nonché membro dell'Accademia delle scienze della Russia, dell'Accademia internazionale per l'ambiente e di altre accademie scientifiche.
Compì i suoi studi universitari in Milano ed in Santiago del Cile, ove conseguì il Ph.D. in produzione animale nel 1958, seguito dalla specializzazione in ecologia animale a Padova, nel 1960.
La sua attività iniziò con l'insegnamento universitario come professore di ecologia presso le Università di Santiago del Cile e di Valdivia e come vice-rettore esecutivo dell'Università di Valdivia. Nel 1971 passò all'UNESCO, dal 1971 al 1984 come Segretario generale del programma internazionale sull'uomo e la biosfera (MAB) e poi come Direttore della divisione di scienze ecologiche. Dal 1984 al 1990 fu Direttore del centro di ecologia funzionale ed evolutiva di Montpéllier.
Nel 1990 fu nominato Vicedirettore generale dell'UNESCO, il massimo grado fino ad allora raggiunto da un italiano in quella organizzazione, che tenne fino al 1992; fu a capo della delegazione dell'UNESCO al summit di Rio de Janeiro su ambiente e sviluppo.
Ha organizzato e lanciato programmi di rilevanza internazionale ed è stato autore o coautore di 40 libri ed oltre 700 articoli, i cui temi principali sono l'ecologia comparata delle cinque regioni del mondo con un clima di tipo mediterraneo, l'ecologia ed evoluzione della fauna del suolo dai tropici sudamericani all'Antartide, la bioclimatologia, la pianificazione e la gestione territoriale, la diversità biologica e culturale, gli effetti positivi e negativi della globalizzazione, la storia delle globalizzazioni, etc.